# 谷津直秀

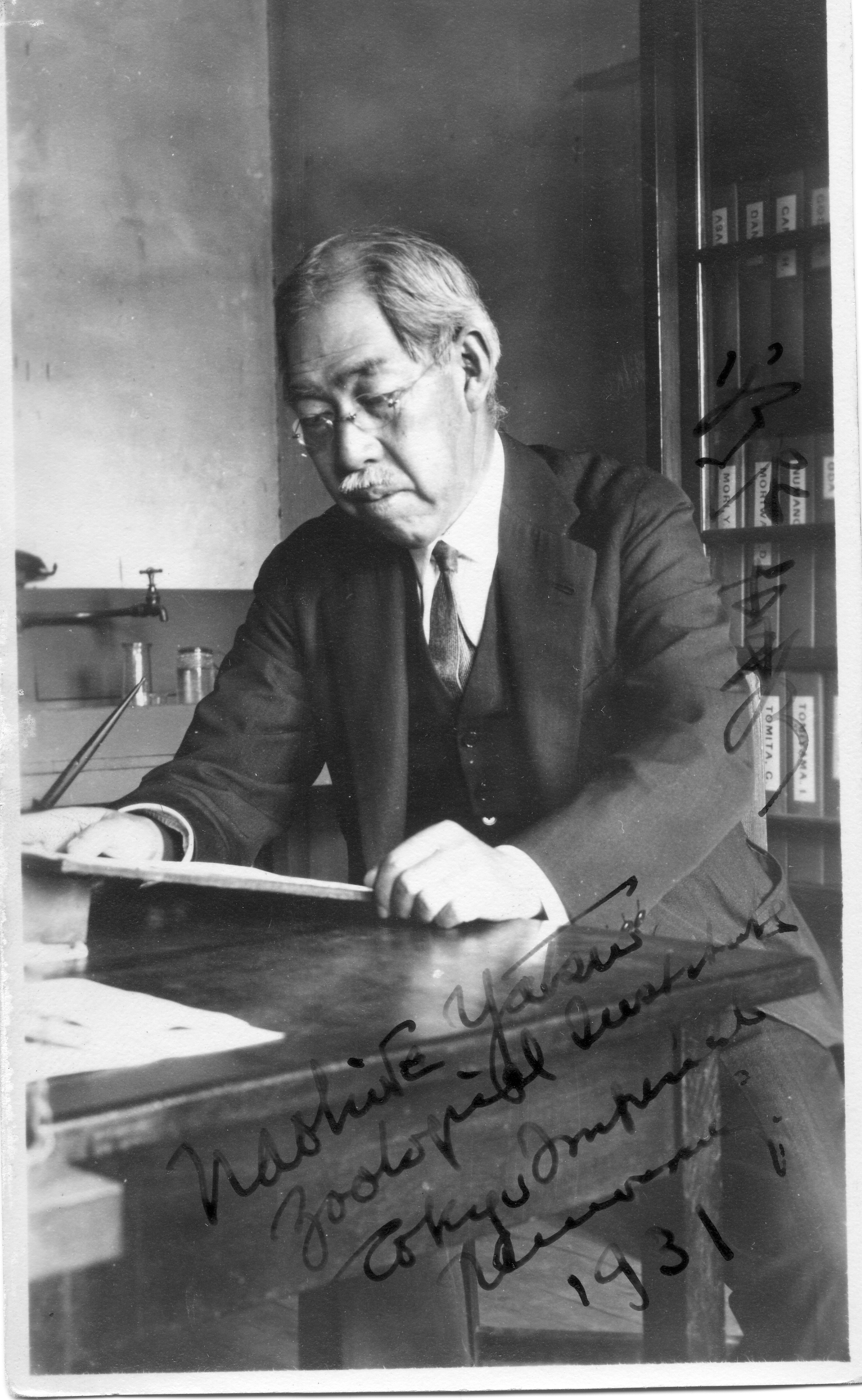
谷津直秀

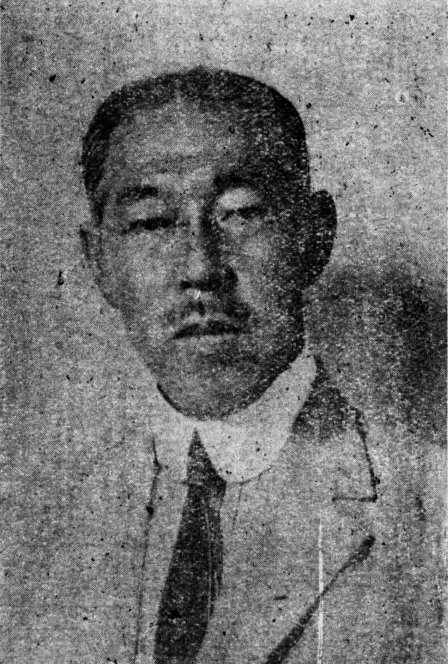
谷津直秀

谷津 直秀（やつ なおひで、1877年9月8日 - 1947年10月2日）は、日本の動物学者。日本の動物生態研究の礎を築いた人物。Ph.D.（コロンビア大学）。東京帝国大学名誉教授。

## 来歴
東京で生まれる。その後、親と共に北海道に渡り、北海英語学校で学ぶ。1894年（明治27年）尋常中学共立学校卒業。1897年（明治30年）第一高等学校 (旧制)卒業。1900年（明治33年）東京帝国大学理科大学を卒業後、浅羽靖の援助によりアメリカ・コロンビア大学のE・B・ウィルソンのもとで実験形態学の研究を行い、Ph.D.（博士号）の学位を得た。1907年（明治40年）に帰国し、東京帝国大学理科大学講師を嘱託され、1910年（明治43年）には同助教授となった。1920年（大正9年）慶応義塾大学医学部教授、1922年（大正11年）東京帝国大学理学部教授となり、1936年（昭和11年）には帝国学士院会員を命ぜられる。1938年（昭和13年）退官して東京帝国大学名誉教授。
このほか、日本動物学会会頭も長年務めた。また、1920年（大正9年）財団法人北海中学校理事（‐1921年（大正10年））。1923年頃から徳川生物学研究所評議員、1939年（昭和14年）財団法人苗邨学園理事（‐1946年（昭和21年））を歴任した。

## 研究
- 大学在任中は実験動物学（特に、実験発生学、実験形態学、生理学、生物学など）の指導・発展に努めた。

- 日本における動物学の権威。

## 家族
- 義理の兄に浅羽靖がいる。北海英語学校時代からアメリカの留学時代まで一貫して谷津を資金面から支えた。

- 大甥に井尻正二がおり、東大地質学科への進学を勧めた。

## 主要著書
- 『動物分類表』丸善 1914年 NDLJP:946066
- 『生物学講義』養賢堂、裳華房 1919年 NDLJP:960341
- 『動物學講話』東亜堂書房 1920年 NDLJP:952965
- 『母の愛之進化』警醒社書店 1920年 NDLJP:962069
- 『無脊椎動物系統学概論』精華房 1931年 NCID BN09502965
- 『岩波動物學辭典』岩波書店 1935年 （岡田彌一郎と共編） NDLJP:1869423NDLJP:1118134

などがある。